# Pierre Bauduin
Pierre Bauduin – francuski historyk, mediewista, profesor na Université de Caen Normandie.
Doktorat obronił w 1988, habilitował się w 2007. Jego zainteresowania naukowe obejmują m.in. kontakty Skandynawów z Europą Zachodnią i Wschodnią oraz dzieje Normandii.